# Joseph Gregory Dwenger

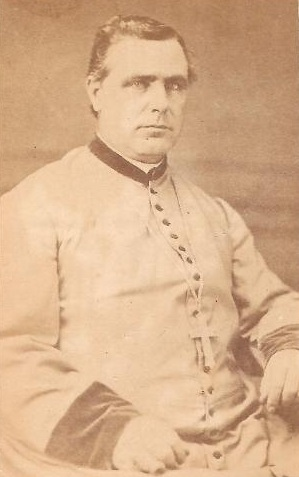
Bischof Joseph Gregory Dwenger

Joseph Gregory Dwenger CPpS (* 7. April 1837 in Saint John’s bei Minster, Ohio; † 22. Januar 1893) war ein US-amerikanischer Ordensgeistlicher und römisch-katholischer Bischof von Fort Wayne.

## Leben
Joseph Gregory Dwenger wurde nach dem frühen Tod seiner Eltern von Missionaren vom Kostbaren Blut erzogen und trat deren Ordensgemeinschaft bei. Am 4. September 1859 spendete ihm der Erzbischof von Cincinnati, John Baptist Purcell, das Sakrament der Priesterweihe.
Papst Pius IX. ernannte ihn am 15. Februar 1872 zum Bischof von Fort Wayne. Die Bischofsweihe spendete ihm der Erzbischof John Baptist Purcell am 14. April desselben Jahres; Mitkonsekratoren waren der Bischof von Covington, Augustus Maria Toebbe, und der Bischof von Detroit, Caspar Henry Borgess.